# Amber Tamblyn
Amber Rose Tamblyn (n. 14 mai 1983) este o actriță și poetă americană. 

## Filmografie

### Film
| An   | Titlu                                        | Rol                               | Note                             |
| ---- | -------------------------------------------- | --------------------------------- | -------------------------------- |
| 2002 | The Ring                                     | Katie Embry                       |                                  |
| 2002 | Ten Minutes Older: The Trumpet               | Kate                              | Segment: "Twelve Miles To Trona" |
| 2005 | The Sisterhood of the Traveling Pants        | Tibby Rollins                     |                                  |
| 2006 | The Grudge 2                                 | Aubrey Davis                      |                                  |
| 2006 | Stephanie Daley                              | Stephanie Daley                   |                                  |
| 2007 | Normal Adolescent Behavior                   | Wendy                             |                                  |
| 2008 | Blackout                                     | Claudia                           |                                  |
| 2008 | Spiral                                       | Amber                             |                                  |
| 2008 | The Sisterhood of the Traveling Pants 2      | Tibby Rollins                     |                                  |
| 2008 | The Russell Girl                             | Sarah Russell                     | Film TV                          |
| 2009 | Beyond a Reasonable Doubt                    | Ella Crystal                      |                                  |
| 2009 | Spring Breakdown                             | Ashley                            | Direct-to-video                  |
| 2009 | One Fast Move Or I'm Gone: Kerouac's Big Sur | Herself                           | Interviewed about Jack Kerouac   |
| 2010 | 127 Hours                                    | Megan                             |                                  |
| 2010 | Main Street                                  | Mary Saunders                     |                                  |
| 2012 | Django Unchained                             | Daughter of a son of a gunfighter | Cameo role (non-speaking)        |
| 2013 | 3 Nights in the Desert                       |                                   |                                  |

### Televiziune
| An           | Titlu                                            | Rol                      | Note                            |
| ------------ | ------------------------------------------------ | ------------------------ | ------------------------------- |
| 1995–2001    | General Hospital                                 | Emily Quartermaine       | Înlocuită de Natalia Livingston |
| 2001         | Buffy the Vampire Slayer                         | Janice Penshaw           | Episod: "All the Way"           |
| 2002         | Boston Public                                    | Melissa Campbell         | Episod: "Chapter Thirty-Two"    |
| 2002         | The Twilight Zone                                | Jenna Winslow            | Episod: "Evergreen"             |
| 2003–2005    | Joan of Arcadia                                  | Joan Girardi             |                                 |
| 2003         | Without a Trace                                  | Clare Metcalfe           | Episode: "Clare de Lune"        |
| 2007         | Babylon Fields                                   | Janine Wunch             | Cancelled before airing         |
| 2009         | The Unusuals                                     | Detective Casey Shraeger |                                 |
| 2010–2012    | The Increasingly Poor Decisions of Todd Margaret | Girl / Stephanie Daley   | 4 episodes                      |
| 2010–2012    | House                                            | Martha M. Masters        | 15 episodes                     |
| 2012         | Portlandia                                       | Bookstore intern         | Episode: "Cat Nap"              |
| 2012         | Metalocalypse                                    | Trindel (GirlFanFriend)  | Episode: "Fanklok"              |
| 2013–present | Two and a Half Men                               | Jennifer "Jenny" Harper  |                                 |
| 2014         | Community                                        | Herself                  | Episode: "Basic Sandwich"       |

## Discografie
| An   | Artist       | Titlu                                                         | Album   | Rol         |
| ---- | ------------ | ------------------------------------------------------------- | ------- | ----------- |
| 2012 | Danny!       | "Evil"                                                        | Payback | Vocals      |
| 2013 | Deltron 3030 | "Lawnchair Quarterback Part 1" "Lawnchair Quarterback Part 2" | Event 2 | Spoken word |

## Premii și nominalizări
În 2004 pentru protretizarea lui Joan Girardi a fost nominalizată la Premiul Globul de Aur și la Primetime Emmy Award. Tamblyn a mai fost nominalizată la Premiul Saturn pentru cea mai bună actriță într-un serial televizat în 2004 și 2005.
| An   | Rezultat     | Categorie                                                                       | Lucrare                               |
| ---- | ------------ | ------------------------------------------------------------------------------- | ------------------------------------- |
| 1999 | Nominalizare | YoungStar Award for Best Performance by a Young Actress in a Daytime TV Program | General Hospital                      |
| 2000 | Câștigat     | YoungStar Award for Best Young Actress/Performance in a Daytime TV Series       | General Hospital                      |
| 2000 | Nominalizare | Soap Opera Digest Award for Favorite Teen Star                                  | General Hospital                      |
| 2001 | Nominalizare | Soap Opera Digest Award for Outstanding Younger Lead Actress                    | General Hospital                      |
| 2004 | Câștigat     | Saturn Award for Best Actress on Television                                     | Joan of Arcadia                       |
| 2004 | Nominalizare | Primetime Emmy Award for Outstanding Lead Actress in a Drama Series             | Joan of Arcadia                       |
| 2004 | Nominalizare | Golden Globe Award for Best Actress – Television Series Drama                   | Joan of Arcadia                       |
| 2004 | Nominalizare | Satellite Award for Best Actress – Television Series Drama                      | Joan of Arcadia                       |
| 2004 | Nominalizare | Teen Choice Award for Choice Breakout TV Star - Female                          | Joan of Arcadia                       |
| 2004 | Nominalizare | Teen Choice Award for Choice TV Actress - Drama/Action Adventure                | Joan of Arcadia                       |
| 2004 | Nominalizare | Young Artist Award for Best Young Adult Performer in a Teenage Role             | Joan of Arcadia                       |
| 2005 | Nominalizare | Saturn Award for Best Actress on Television                                     | Joan of Arcadia                       |
| 2005 | Nominalizare | Satellite Award for Best Actress – Television Series Drama                      | Joan of Arcadia                       |
| 2005 | Nominalizare | Teen Choice Award for Choice Movie Actress: Drama                               | The Sisterhood of the Traveling Pants |
| 2006 | Câștigat     | Locarno International Film Festival for Best Actress                            | Stephanie Daley                       |
| 2007 | Nominalizare | Independent Spirit Award for Best Supporting Female                             | Stephanie Daley                       |
| 2007 | Nominalizare | Teen Choice Award for Choice Movie Actress: Horror/Thriller                     | The Grudge 2                          |